# Marcillé-Raoul
Pour les articles homonymes, voir Marcillé et Raoul.
Marcillé-Raoul  est une commune française située dans le département d'Ille-et-Vilaine en Région Bretagne, peuplée de 737 habitants.

## Géographie

### Situation

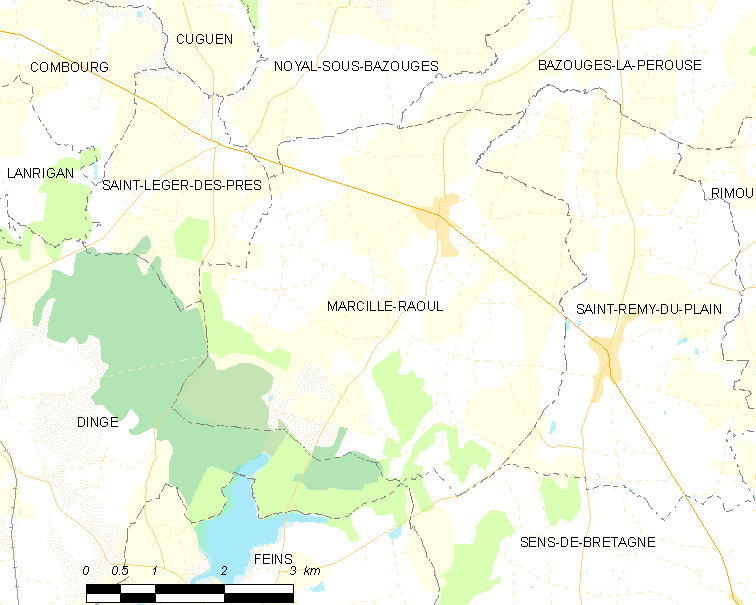
Marcillé-Raoul et les communes avoisinantes.

| Saint-Léger-des-Prés | Noyal-sous-Bazouges        | Bazouges-la-Pérouse |
|                      | Marcillé-Raoul             | Saint-Rémy-du-Plain |
| Dingé                | Feins (par un quadripoint) | Sens-de-Bretagne    |

### Description
Le finage de Marcillé-Raoul forme un plan incliné vers le nord-est, ; les altitudes les plus hautes se trouvent proches de ses limites sud-ouest (89 mètres près des Fertais au sud, 86 mètres dans le Bois de Beau Séjour à sa limite ouest) et les plus basses dans l'angle nord-est du territoire communal, dans la vallée du Ruisseau du Val, à 26 mètres d'altitude. Le bourg, situé au centre-nord de la commune, est vers une cinquantaine de mètres d'altitude. La partie méridionale de la commune a conservé des bois (le Bois de Beau Séjour dans l'angle sud-ouest est un appendice de la forêt de Bourgouët qui se trouve dans la commune voisine de Dingé et le Bois de la Claie, au sud du finage communal en sont les principaux) et plusieurs toponymes de cette partie méridionale de la commune sont nommés "landes" (Les Landes au sud-ouest, La Lande Feuillée au sud-est).
La commune est draînée par plusieurs petits cours d'eau, tous sous-affluents du Couesnon, qui coulent en direction du nord ou du nord-est en direction de celui-ci : le Ruisseau de la Fontaine du Theil à l'ouest forme limite avec la commune voisine de Saint-Léger-des-Prés et conflue plus en aval, en dehors du territoire communal, avec la Tamout, affluent de rive gauche du Couesnon ; la partie centrale de la commune est parcourue par le Ruisseau du Val et ses petits affluents, qui y ont leurs sources, et rejoint aussi la Tamout, plus au nord. L'extrême sud de la commune, traversée par la ligne de partage des eaux entre le bassin du Couesnon et celui de l'Ille, possède les sources de plusieurs petits affluents et sous-affluents de cette rivière affluente de rive droite de la Vilaine, qui convergent (le principal est le Ruisseau de Bourgouët) en direction de l'Étang du Boulet situé dans la commune voisine de Feins.
La commune présente un paysage agraire traditionnel de bocage avec un habitat dispersé en de nombreux écarts formés de villages et fermes isolées. Éloignée des grands centres urbains, la commune est préservée de la rurbanisation ; quelques modestes lotissements au sud-est du bourg amorcent toutefois une périurbanisation autour de celui-ci.
L'axe routier principal traversant la commune est la D 794 (ancienne Route nationale 794) qui, côté sud-est, vient de Saint-Aubin-du-Cormier et Sens-de-Bretagne, son tracé, après avoir traversé le bourg de Marcillé-Raoul, se poursuit vers le nord-ouest en direction de Combourg et Dinan. La D 91, axe routier plus secondaire, croise dans le bourg de Marcillé-Raoul la D 794, venant côté sud de Feins et allant côté nord en direction de Bazouges-la-Pérouse.

### Hydrographie
Pour un article plus général, voir Réseau hydrographique d'Ille-et-Vilaine.
La commune est située dans le bassin Loire-Bretagne. Elle est drainée par le Laurier, le Val, le Bourgouët, le ruisseau de Boulet et le ruisseau de la Fontaine du theil,,.

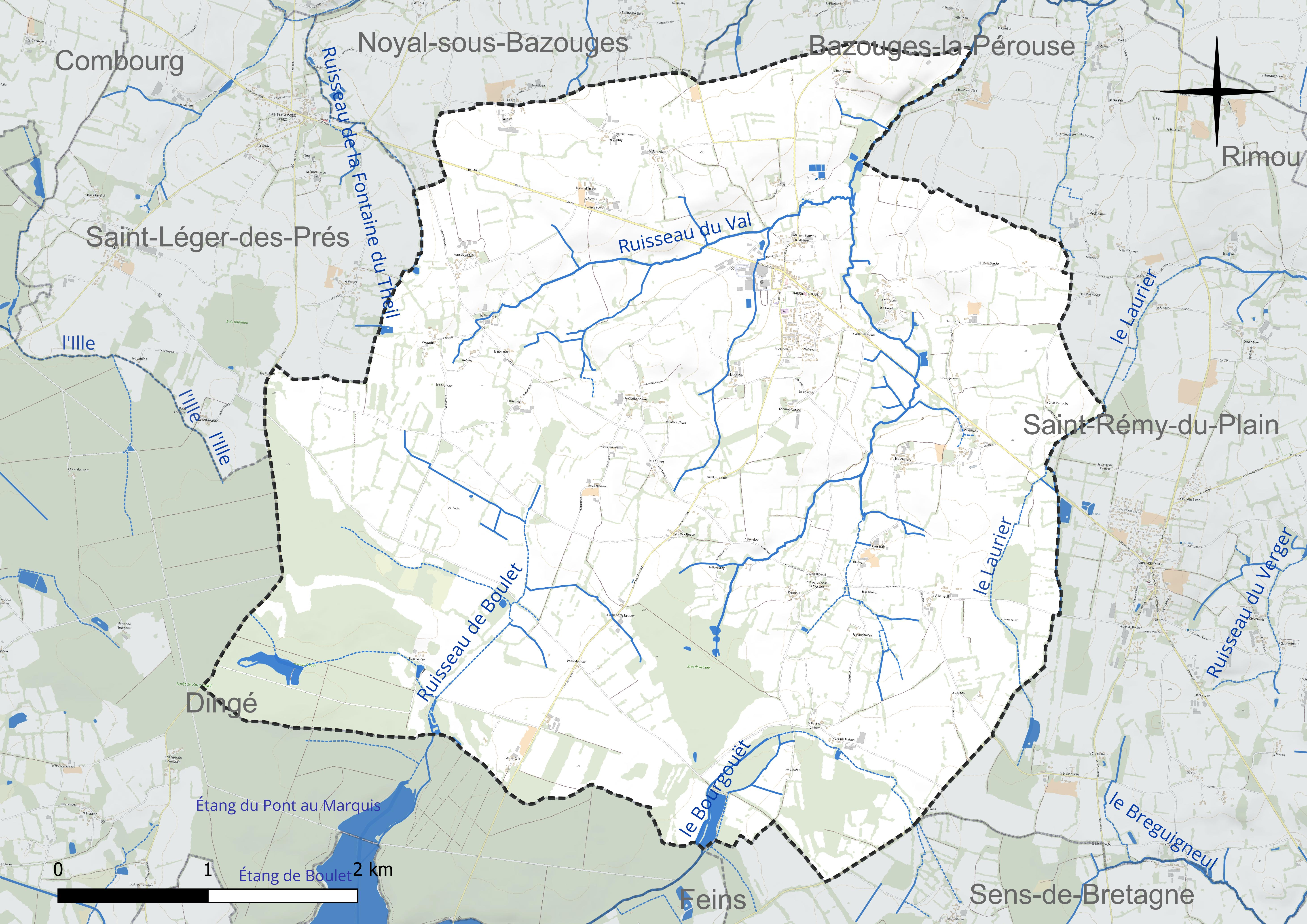
Réseau hydrographique de Marcillé-Raoul.

### Climat
Pour des articles plus généraux, voir Climat de la Bretagne et Climat d'Ille-et-Vilaine.
En 2010, le climat de la commune est de type climat océanique altéré, selon une étude du CNRS s'appuyant sur une série de données couvrant la période 1971-2000. En 2020, Météo-France publie une typologie des climats de la France métropolitaine dans laquelle la commune est exposée à un climat océanique et est dans la région climatique  Bretagne orientale et méridionale, Pays nantais, Vendée, caractérisée par une faible pluviométrie en été et une bonne insolation. Parallèlement l'observatoire de l'environnement en Bretagne publie en 2020 un zonage climatique de la région Bretagne, s'appuyant sur des données de Météo-France de 2009. La commune est, selon ce zonage, dans la zone « Intérieur Est », avec des hivers frais, des étés chauds et des pluies modérées.  
Pour la période 1971-2000, la température annuelle moyenne est de 11,4 °C, avec une amplitude thermique annuelle de 12,3 °C. Le cumul annuel moyen de précipitations est de 786 mm, avec 12,6 jours de précipitations en janvier et 7,1 jours en juillet. Pour la période 1991-2020, la température moyenne annuelle observée sur la station météorologique la plus proche, située sur la commune de Feins à 7 km à vol d'oiseau, est de 11,9 °C et le cumul annuel moyen de précipitations est de 816,2 mm,. Pour l'avenir, les paramètres climatiques de la commune estimés pour 2050 selon différents scénarios d'émission de gaz à effet de serre sont consultables sur un site dédié publié par Météo-France en novembre 2022.

## Urbanisme

### Typologie
Au 1er janvier 2024, Marcillé-Raoul est catégorisée commune rurale à habitat dispersé, selon la nouvelle grille communale de densité à sept niveaux définie par l'Insee en 2022.
Elle est située hors unité urbaine. Par ailleurs la commune fait partie de l'aire d'attraction de Rennes, dont elle est une commune de la couronne,. Cette aire, qui regroupe 183 communes, est catégorisée dans les aires de 700 000 habitants ou plus (hors Paris),.

### Occupation des sols
L'occupation des sols de la commune, telle qu'elle ressort de la base de données européenne d'occupation biophysique des sols Corine Land Cover (CLC), est marquée par l'importance des territoires agricoles (86,2 % en 2018), une proportion sensiblement équivalente à celle de 1990 (86,4 %). La répartition détaillée en 2018 est la suivante : 
terres arables (43,3 %), zones agricoles hétérogènes (39,8 %), forêts (12,3 %), prairies (3 %), zones urbanisées (1,5 %). L'évolution de l'occupation des sols de la commune et de ses infrastructures peut être observée sur les différentes représentations cartographiques du territoire : la carte de Cassini (XVIIIe siècle), la carte d'état-major (1820-1866) et les cartes ou photos aériennes de l'IGN pour la période actuelle (1950 à aujourd'hui).

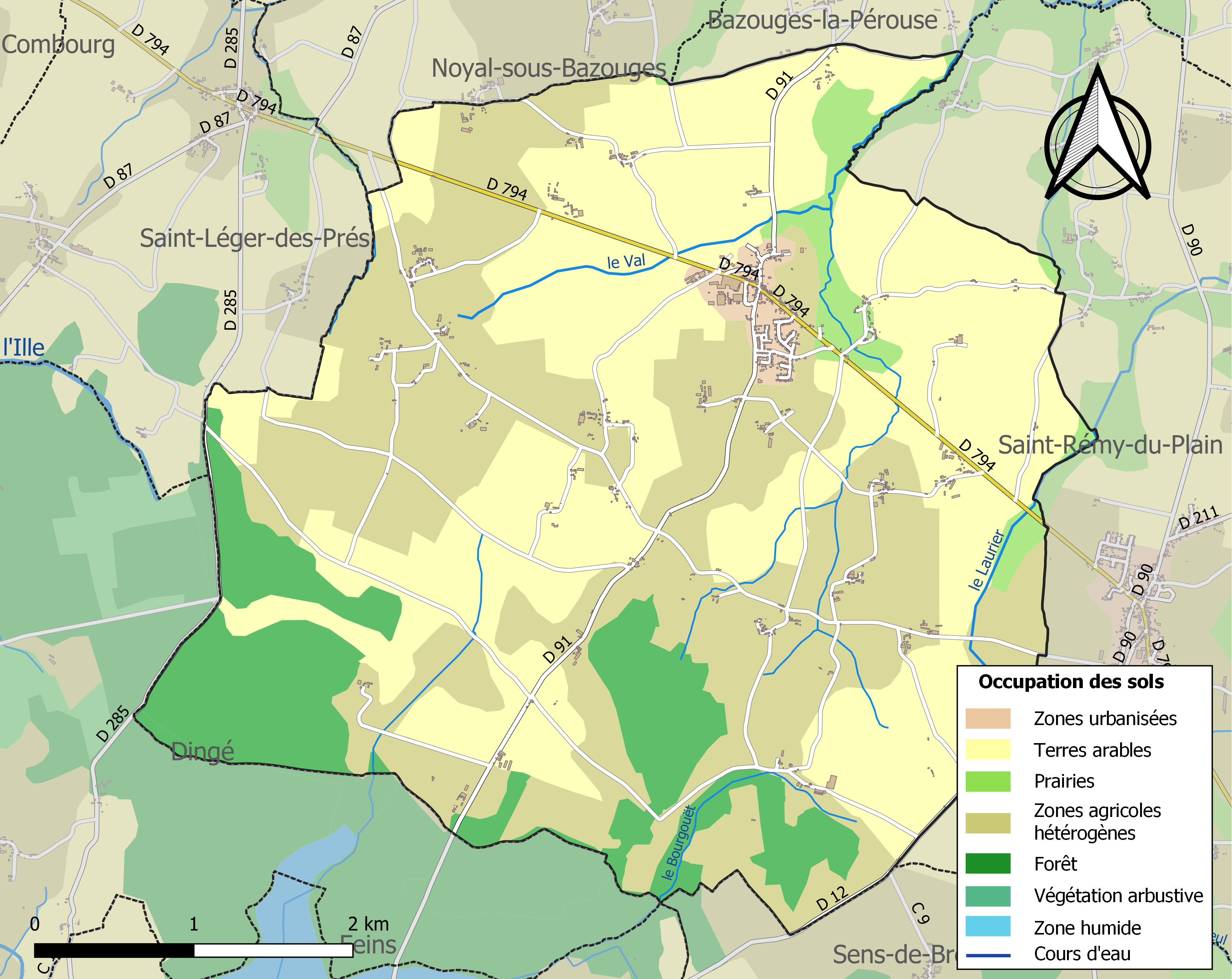
Carte des infrastructures et de l'occupation des sols de la commune en 2018 (CLC).

## Toponymie
Le nom de la localité est attesté sous les formes Marcille en 1152, Marciliaco en 1158, Ecclesia de Marcilliaco en 1185, Marcilleyum Dadulfi.
Marcillé : d'origine latine, d'un nom d'homme Marcilius, sans doute le propriétaire d'un domaine gallo-romain, suivi du suffixe de localisation gaulois, -akon, évolué en -é .
Raoul est un prénom germanique rad (rapide) et de wulf (loup). Il s'agit de Raoul III de Fougères ; c'est en 1240 que Marcillé ajouta à son nom celui du baron Raoul.

## Histoire

### Moyen-Âge
En 1136 le duc de Bretagne Conan le Gros livra bataille près de Marcillé-Raoul à des sujets rebelles dont Olivier de Pontchâteau et d'autres seigneurs. Le duc fut battu ; on voyait encore au XVIIIe siècle les vestiges des retranchements qu'avaient occupé les deux armées.
La seigneurie du Châtel, qui appartenait aux barons de Fougères, disposait du droit de haute justice ; les barons de Fougères créèrent à une date inconnue une maladrerie dans la paroisse.
En 1208 la terre de Marcillé-Raoul est donnée par Robert d'Apigné à Geoffroi Moisel, abbé de Saint-Melaine de Rennes. L'ancien prieuré, qui datait du XIIe siècle et joignait l'ancienne église romane, était connu sous le vocable "saint Pierre saint Paul" ; il dépendait de l'abbaye Saint-Melaine de Rennes.
En 1215 la seigneurie de Marcillé-Raoul, qui faisait partie de la baronnie de Fougères, fut donnée par Geoffroy de Fougères à son oncle Guillaume de Fougères.
Le duc de Bretagne Jean I le Roux permit, avec l'accord du Roi de France saint Louis, en 1240 à Raoul III de Fougères de fortifier Marcillé-Raoul. C'est là l'origine de la motte féodale du Châtel, en bordure de l'ancienne voie romaine allant de Rennes à Avranches, étendue sur plus de 2 hectares, la plus vaste de Bretagne, qui est composée de deux mottes de terres inégales de 15 mètres et 8 mètres de hauteur, séparées par un fossé de 5 mètres de profondeur. Une association, l'APPAC ("Association pour la promotion du patrimoine due l'Antrainais et du Coglais"), s'occupe depuis 2016 de la réhabilitation du site. Une tour de l'ancien château a été provisoirement exhumée lors de travaux en 2020 et une fouille de reconnaissance effectuée par des archéologues afin d'identifier le site avec certitude, avant d'être à nouveau recouvert de terre afin de le protéger, dans l'attente d'une fouille plus exhaustive et peut-être d'une mise en valeur future.
Vers 1424, le duc d'Alençon, alors seigneur de Fougères, vendit la châtellenie de Marcillé au seigneur de la Villegontier (en Parigné), Morel ; elle devint propriété du duc de Bretagne Arthur III en 1437 ; François II la revendit en 1485 à Philippe de Montauban, seigneur de Sens ; elle redevint la propriété des barons de Fougères en 1516.

### Temps modernes
La seigneurie du Plessis (elle appartenait en 1574 à Gilles du Chastellier) disposait au XVIe siècle du droit de haute justice.

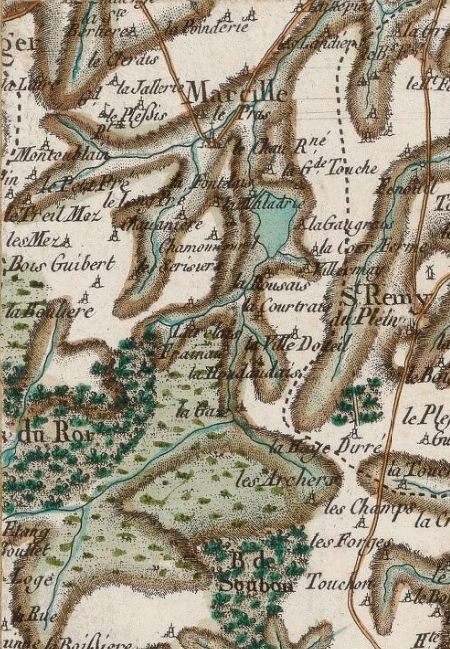
Carte de Cassini représentant Marcillé (Marcillé-Raoul) vers 1786.

Jean-Baptiste Ogée décrit ainsi Marcillé-Raoul en 1778 :

« Marcillé-Raoul ; à 7 lieues au Nord de Rennes, son évêché, et à 2 lieues un tiers d'Antrain, sa subdélégation. Cette paroisse relève du Roi et ressortit au siège royal de Bazouges : on y compte 450 communiants ; c'est l'abbé de Saint-Melaine qui présente la cure. Le territoire est plat, marécageux, et couvert de pommiers et châtaigniers ; les terres en sont bien cultivées ; on y voit un bois taillis qui a environ deux lieues de circuit. »

### Révolution française
Le reteur Butet et son vicaire Michel de Moyteaux refusèrent de pêter le serment de fidélité à la Constitution civile du clergé et devinrent donc prêtres réfractaires ; ils furent emprisonnés entre le 14 août 1792 et le 23 septembre 1794 à plusieurs endroits successifs (abbaye Saint-Melaine de Rennes et Mont Saint-Michel notamment).
Legendre, curé constitutionnel, défraya la chronique de cette époque car il géra la commune avec une particulière incompétence et se comporta en véritable tyran, terrorisant notamment les paroissiennes.

### LeXIXesiècle
A. Marteville et P. Varin, continuateurs d'Ogée, décrivent ainsi Marcillé-Raoul en 1853 :

« Marcillé-Raoul (sous l'invocation de saint Pierre) : commune formée de l'ancienne paroisse de ce nom ; aujourd'hui succursale (...). Principaux villages : Piraudain, Montdoublain, le Plessis, la Julerie, Chanteloup, le Châtel, le Villarmais, la Villedeuil, Fresnais, la Chouannière, le Haut et le Bas-Mée. Superficiet totale 2 241 hectares 14 ares, dont (...) terres labourables 1 069 ha, prés et pâturages 132 ha, bois 320 ha, vergers et jardins 28 ha, landes et incultes 612 ha, étangs 17 ha (...). Moulin du Châtel, à eau. (...). Cette commune contient au sud les bois de la Fertais et de la Claie ; au nord-est l'étang du Châtel. Géologie : terrain de transition inférieur (?), modifié par le granite. On parle le français [en fait le gallo]. »

### LeXXesiècle

#### La Belle Époque
Barrett-Lennard, un anglais officier de marine exilé par la reine Victoria pour avoir mis enceinte une de ses demoiselles d'honneur (qu'il fut contraint d'épouser), fît construire peu après son arrivée en 1894 une demeure de caractère aux “Fertais”. Reconverti dans l'agriculture, il se lança dans l'élevage de faisans, en ayant plus de 4 000, ce qui était beaucoup pour l'époque. Il a vécu aux "Fertais" jusqu'à sa mort en 1950. 

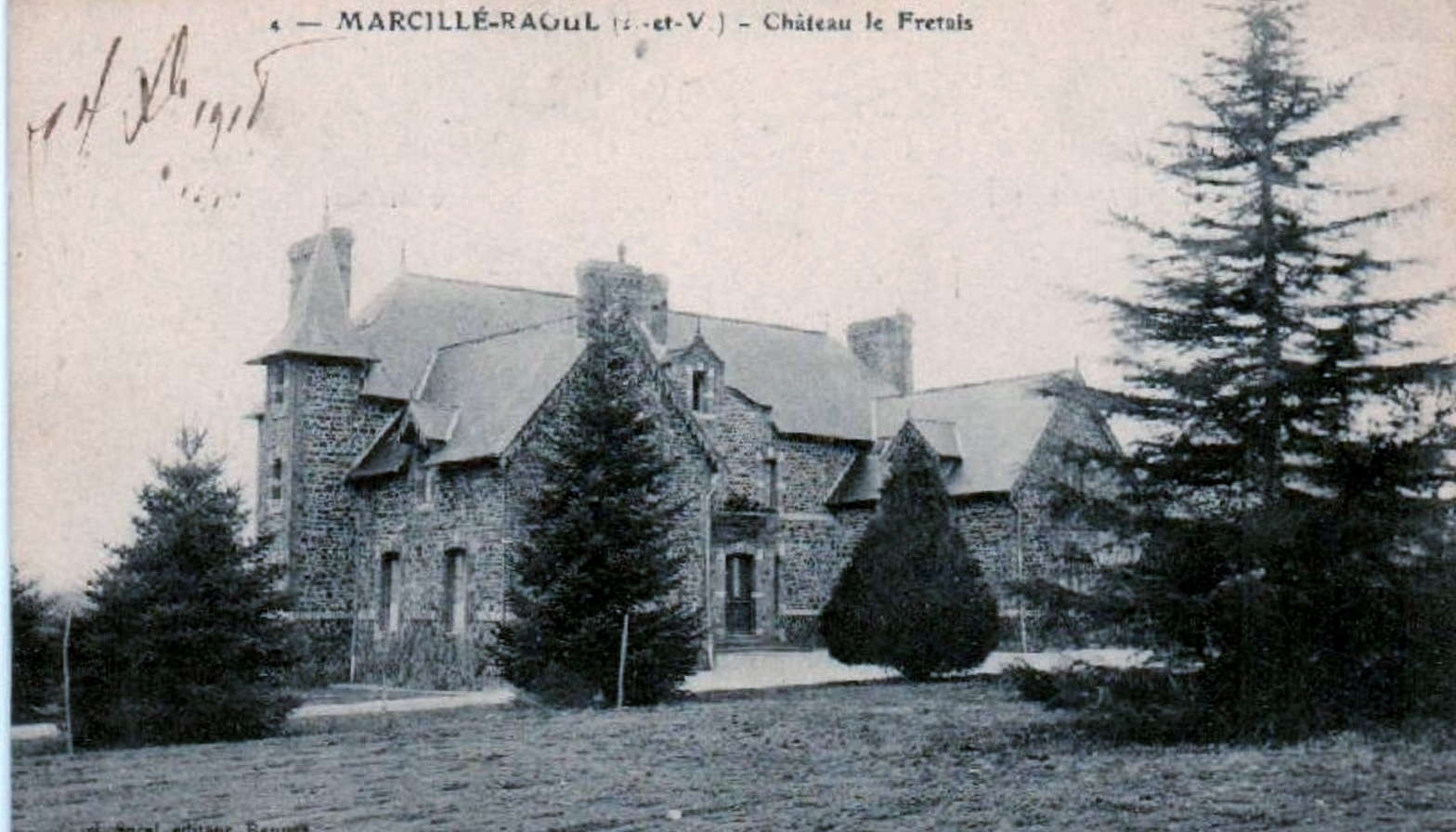
Marcillé-Raoul : le "château" du Fertais au début du XXe siècle (carte postale).

#### La Première Guerre mondiale
Le monument aux morts de Marcillé-Raoul porte les noms de 35 soldats morts pour la France pendant la Première Guerre mondiale ; parmi eux 3 (Mathurin Chalmel, Émile Corvaisier et Pierre Ory) sont morts dès 1914 en Belgique ; Émile Chevalier est mort en captivité en Allemagne à Cassel le 21 août 1918 ; tous les autres sont morts sur le sol français (parmi ceux-ci 2 (François Avril et Louis Jarry) ont été décorés de la Médaille militaire et de la Croix de guerre et 3 (Eugène Corvaisier, Albert Lebreton et Pierre Leroux) de la Croix de guerre. Dans la liste se trouve aussi Wilfrid Barrett-Lennard, fils du propriétaire anglais du "château" de Fertais.

#### L'Entre-deux-guerres
Pendant l'Entre-deux-guerres, Marcillé-Raoul a une vocation essentiellement agricole.

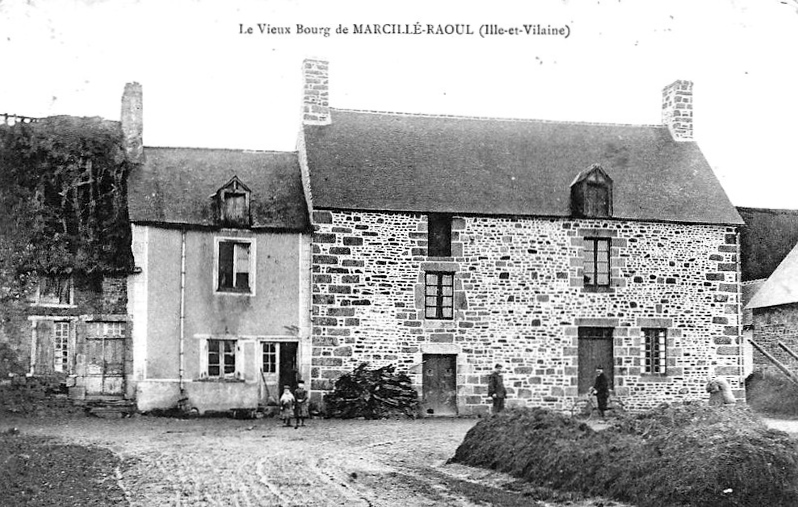
Marcillé-Raoul : le vieux bourg vers 1920 (carte postale).
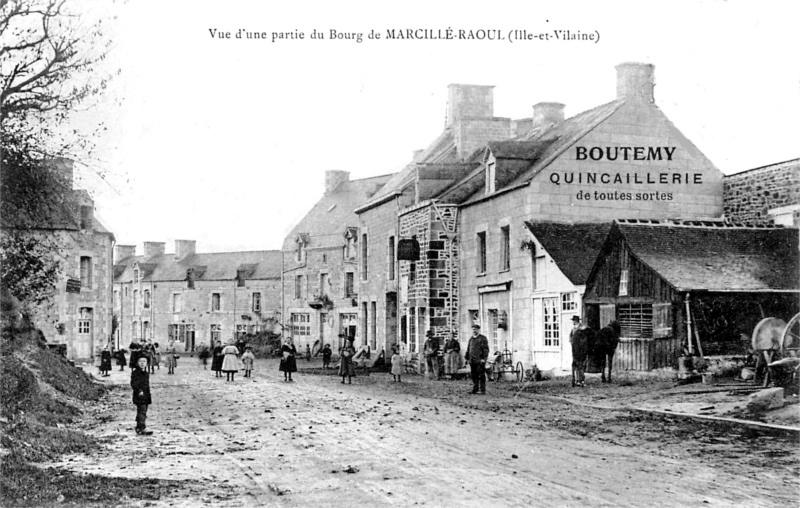
Le bourg de Marcillé-Raoul vers 1920 (carte postale).
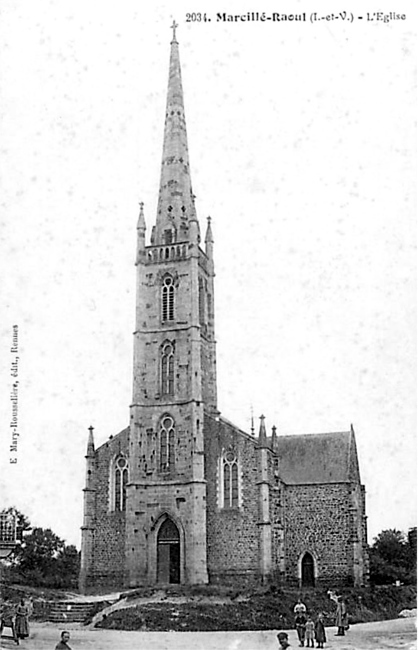
L'église paroissiale vers 1920 (carte postale).
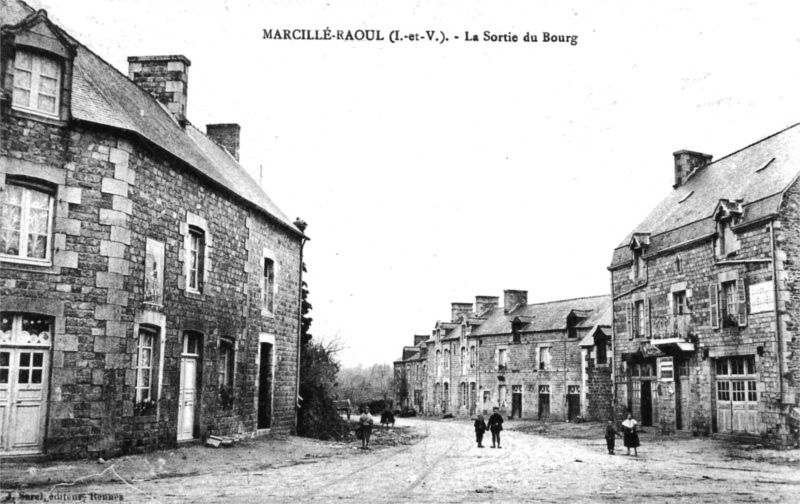
Marcillé-Raoul : la sortie du bourg vers 1920 (carte postale).

#### La Seconde Guerre mondiale
La plaque commémorative située dans l'église paroissiale porte les noms de 7 personnes mortes pour la France pendant la Seconde Guerre mondiale ; parmi elles 4 (André Bertout [mort en Belgique], Julien Brugalay, Raymond Hillion et Alexandre Pain) sont des soldats morts lors de la Débâcle en mai-juin 1940 ; Jean Nollet est mort au camp de concentration de Dora (Allemagne) le 19 avril 1942 et Julien Fontaine est mort en captivité au lazaret de prisonniers de guerre de Dieburg (Allemagne) le 7 avril 1944.

## Politique et administration
| Période                                  | Période                     | Identité             | Étiquette | Qualité                                                                 |
| ---------------------------------------- | --------------------------- | -------------------- | --------- | ----------------------------------------------------------------------- |
| 1790                                     | 1799                        | François Goron       |           |                                                                         |
| 1799                                     | 1809                        | Ange Joseph Butet    |           |                                                                         |
| 1809                                     | 1821                        | Pierre Debas         |           |                                                                         |
| 1821                                     | 1830                        | Claude de Kerpoisson |           | Écuyer. Cultivateur. Habitait le village de la Vionnais.                |
| 1830                                     | 1831                        | Pierre Lemarchand    |           |                                                                         |
| 1831                                     | 1874                        | Jean Canet           |           |                                                                         |
| 1874                                     | 1878                        | Joseph Anger         |           |                                                                         |
| 1878                                     | 1892                        | Jean Thomas          |           |                                                                         |
| 1892                                     | 1920                        | Jean Jouatel         |           | Propriétaire cultivateur. Officier du Mérite agricole.                  |
| 1920                                     | 1947                        | Ferdinand Clanchin   |           |                                                                         |
| 1947                                     | mars 1983                   | Théodore Clanchin    |           | Négociant. Une rue de Marcillé-Raoul porte son nom.                     |
| mars 1983                                | 15 octobre 1992 (démission) | Isidore Clolus       |           | Retraité                                                                |
| novembre 1992                            | mars 2001                   | Louis Clogenson      |           | Cadre d'entreprise retraité, ancien premier adjoint.                    |
| mars 2001                                | 26 mai 2020                 | René Canto           | DVD       | Agriculteur retraité Président de la CC du canton d'Antrain (2014-2016) |
| 26 mai 2020                              | En cours                    | Jean-Claude Boulmer  |           | Retraité                                                                |
| Les données manquantes sont à compléter. |                             |                      |           |                                                                         |

## Démographie
L'évolution du nombre d'habitants est connue à travers les recensements de la population effectués dans la commune depuis 1793. Pour les communes de moins de 10 000 habitants, une enquête de recensement portant sur toute la population est réalisée tous les cinq ans, les populations de référence des années intermédiaires étant quant à elles estimées par interpolation ou extrapolation. Pour la commune, le premier recensement exhaustif entrant dans le cadre du nouveau dispositif a été réalisé en 2008.
En 2022, la commune comptait 737 habitants, en évolution de −5,63 % par rapport à 2016 (Ille-et-Vilaine : +5,46 %, France hors Mayotte : +2,11 %).
| 1793 | 1800 | 1806 | 1821 | 1831 | 1836 | 1841 | 1846 | 1851 |
| ---- | ---- | ---- | ---- | ---- | ---- | ---- | ---- | ---- |
| 705  | 769  | 821  | 860  | 808  | 784  | 800  | 833  | 923  |

| 1856 | 1861 | 1866 | 1872 | 1876  | 1881 | 1886  | 1891  | 1896 |
| ---- | ---- | ---- | ---- | ----- | ---- | ----- | ----- | ---- |
| 916  | 917  | 911  | 960  | 1 003 | 980  | 1 012 | 1 011 | 920  |

| 1901 | 1906 | 1911 | 1921 | 1926 | 1931 | 1936 | 1946 | 1954 |
| ---- | ---- | ---- | ---- | ---- | ---- | ---- | ---- | ---- |
| 901  | 897  | 868  | 797  | 753  | 764  | 730  | 714  | 714  |

| 1962 | 1968 | 1975 | 1982 | 1990 | 1999 | 2006 | 2008 | 2013 |
| ---- | ---- | ---- | ---- | ---- | ---- | ---- | ---- | ---- |
| 710  | 712  | 755  | 677  | 683  | 660  | 783  | 819  | 797  |

| 2018 | 2022 | - | - | - | - | - | - | - |
| ---- | ---- | - | - | - | - | - | - | - |
| 751  | 737  | - | - | - | - | - | - | - |

## Économie
- En 1899 une entreprise de collecte de produits fermiers, beurre et œufs est créée par la famille Clanchin ; un atelier pasteurisé de crème et beurrerie est ouvert en 1954 ; l'entreprise devient la SOVACO (Société de la vallée du Couesnon) en 1957 ; elle ouvre une division "produits frais yaourts et petits-suisses" en 1959. Des prises de contrôle successives se produisent par Sapiem en 1964, Préval en 1968, l'Union laitière normande en 1981, Andros en 1992 et l'entreprise est nommée "Novandie" en 2000 ; en 2017 elle se spécialise dans une production exclusivement de desserts végétaux[40].

## Lieux et monuments

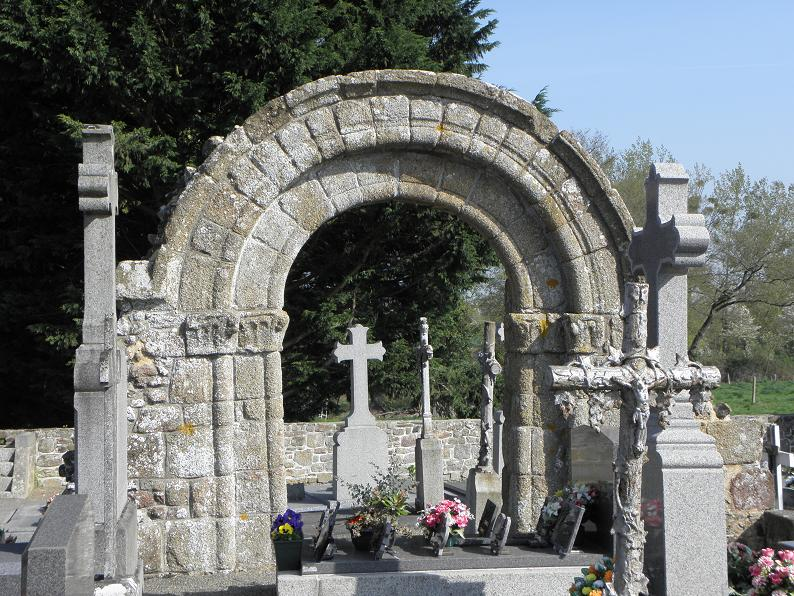
Porte romane de l'ancienne église de Marcillé-Raoul (35) remontée dans le cimetière.

La commune compte un monument historique :
- La porte romane de l'église, datant du XIIe siècle, seul vestige de l'ancienne église qui se trouvait au milieu du cimetière ; elle a été classée par arrêté du 8 août 1921[41].

Par ailleurs :
- Le vieux bourg, composé actuellement du cimetière, des restes de la vieille église et de quelques maisons[42]
- Église paroissiale Saint-Pierre et Saint-Paul: édifice néogothique construit en 1867 à 250 mètres environ de l'ancienne église par l'architecte Albert Béziers-Lafosse[43].

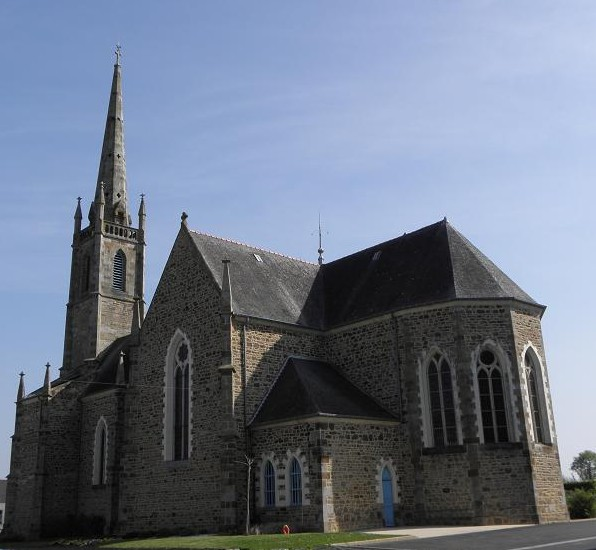
L'église paroissiale Saint-Pierre-et-Saint-Paul : vue extérieure d'ensemble.
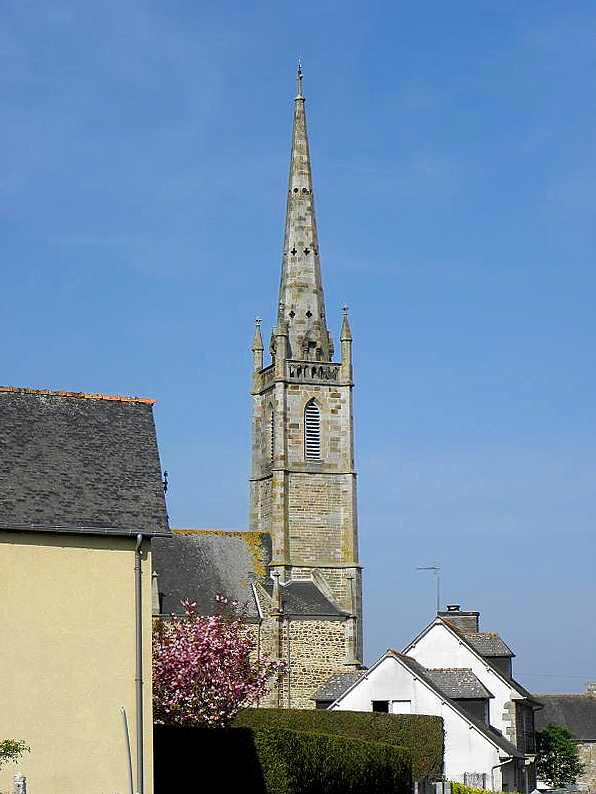
L'église paroissiale Saint-Pierre-et-Saint-Paul : le clocher.

- 23 croix monumentales sont recensées dans la commune, dont celles du Clairay, des Primevères, de la Maladie et du cimetière[44].
- Le village du Châtel rappelle encore par son nom l'existence de l'ancien château de Marcillé-Raoul[45]. Sur l'une des deux mottes féodales se trouve un Chêne de la liberté planté en 1848, tandis que sur l'autre se trouve une grotte qui renferme une statue de Notre-Dame de Lourdes[46].
- Les manoirs du Grand et du Petit Plessis-Marcillé, désormais transformés en fermes[47].
- De nombreux écarts, fermes et maisons présentent un intérêt architectural[48].